# Karl Sesta
Karl Sesta, właśc. Karl Szestak (ur. 18 marca 1906 w Wiedniu, zm. 12 lipca 1974 w Hainburg an der Donau) – austriacki piłkarz występujący na pozycji obrońcy, reprezentant Austrii i III Rzeszy.

## Kariera klubowa
Karierę klubową Sesta rozpoczął w 1924 roku w zespole 1. Simmeringer SC. Po trzech latach przeniósł się do FK Teplice. Od 1928 reprezentował barwy Wiener AC. Wraz z drużyną zdobył Puchar Austrii w sezonie 1930/31. Dotarł także do finału Pucharu Mitropa w 1931.
Po 6 latach gry w Wiener, opuścił klub na rzecz Austrii Wiedeń. Razem z drużyną dwukrotnie wygrał Puchar Austrii w sezonach 1934/35 i 1935/36. Ponadto triumfował w rozgrywkach o Puchar Mitropa w 1936. W stołecznym zespole grał łącznie przez 9 lat, po czym w 1943 zaczął grać dla LSV Markersdorf. Po zakończeniu II wojny światowej zagrał w dwóch spotkaniach dla First Vienna FC 1894. Karierę zakończył w 1946 w SPC Helfort Wiedeń.
| Sezon   | Klub               | Kraj           | Rozgrywki               | Mecze | Bramki |
| ------- | ------------------ | -------------- | ----------------------- | ----- | ------ |
| 1923/24 | 1. Simmeringer SC  | Austria        |                         |       |        |
| 1924/25 | 1. Simmeringer SC  | Austria        |                         |       |        |
| 1925/26 | 1. Simmeringer SC  | Austria        |                         |       |        |
| 1926/27 | 1. Simmeringer SC  | Austria        |                         |       |        |
| 1927/28 | FK Teplice         | Czechosłowacja |                         |       |        |
| 1928/29 | Wiener AC          | Austria        | I. liga                 |       |        |
| 1929/30 | Wiener AC          | Austria        | I. liga                 |       |        |
| 1930/31 | Wiener AC          | Austria        | I. liga                 |       |        |
| 1931/32 | Wiener AC          | Austria        | I. liga                 |       |        |
| 1932/33 | Wiener AC          | Austria        | I. liga                 |       |        |
| 1933/34 | Wiener AC          | Austria        | I. liga                 |       |        |
| 1934/35 | Austria Wiedeń     | Austria        | I. liga                 |       |        |
| 1935/36 | Austria Wiedeń     | Austria        | I. liga                 |       |        |
| 1936/37 | Austria Wiedeń     | Austria        | Nationalliga            |       |        |
| 1937/38 | Austria Wiedeń     | Austria        | Nationalliga            |       |        |
| 1938/39 | Austria Wiedeń     | III Rzesza     | Gauliga Ostmark         |       |        |
| 1939/40 | Austria Wiedeń     | III Rzesza     | Gauliga Ostmark         |       |        |
| 1940/41 | Austria Wiedeń     | III Rzesza     | Gauliga Ostmark         |       |        |
| 1941/42 | Austria Wiedeń     | III Rzesza     | Gauliga Donau-Alpenland |       |        |
| 1942/43 | Austria Wiedeń     | III Rzesza     | Gauliga Donau-Alpenland |       |        |
| 1943/44 | LSV Markersdorf    | Austria        |                         |       |        |
| 1944/45 | LSV Markersdorf    | Austria        |                         |       |        |
| 1945/46 | First Vienna       | Austria        | Erste klasse            | 2     | 0      |
| 1945/46 | SPC Helfort Wiedeń | Austria        | Erste klasse            | 10    | 1      |

## Kariera reprezentacyjna

### Reprezentacja Austrii
Karierę reprezentacyjną Sesta rozpoczął 22 maja 1932 w meczu przeciwko reprezentacji Czechosłowacji, zremisowanym 1:1. Dwa lata później został powołany na Mistrzostwa Świata 1934. Wystąpił w 4 spotkaniach: z Francją, Węgrami, Włochami oraz z Niemcami, w którym to meczu w 54. minucie strzelił bramkę.
Po Anschlussie Austrii do III Rzeszy reprezentował barwy Niemiec, jednak po zakończeniu II wojny światowej ponownie reprezentował Austrię, dla której zagrał w dwóch meczach towarzyskich przeciwko Węgrom. Ostatni mecz w narodowych barwach Austrii zanotował 20 sierpnia 1945 przeciwko Węgrom, przegrany 2:5. Łącznie w latach 1932–1945 Karl Sesta zagrał dla Austrii w 44 spotkaniach, w których strzelił jedną bramkę.
| Mecze i gole w reprezentacji Austrii | Mecze i gole w reprezentacji Austrii | Mecze i gole w reprezentacji Austrii | Mecze i gole w reprezentacji Austrii | Mecze i gole w reprezentacji Austrii | Mecze i gole w reprezentacji Austrii | Mecze i gole w reprezentacji Austrii |
| #                                    | Data                                 | Miasto                               | Przeciwnik                           | Gol                                  | Wynik                                | Rozgrywki                            |
| ------------------------------------ | ------------------------------------ | ------------------------------------ | ------------------------------------ | ------------------------------------ | ------------------------------------ | ------------------------------------ |
| 1.                                   | 22.05.1932                           | Praga                                | Czechosłowacja                       |                                      | 1:1                                  | Puchar Europy Środkowej              |
| 2.                                   | 02.10.1932                           | Budapeszt                            | Węgry                                |                                      | 3:2                                  | towarzyski                           |
| 3.                                   | 23.10.1932                           | Wiedeń                               | Szwajcaria                           |                                      | 3:1                                  | Puchar Europy Środkowej              |
| 4.                                   | 07.12.1932                           | Londyn                               | Anglia                               |                                      | 3:4                                  | towarzyski                           |
| 5.                                   | 11.12.1932                           | Bruksela                             | Belgia                               |                                      | 6:1                                  | towarzyski                           |
| 6.                                   | 12.02.1933                           | Paryż                                | Francja                              |                                      | 4:0                                  | towarzyski                           |
| 7.                                   | 09.04.1933                           | Wiedeń                               | Czechosłowacja                       |                                      | 1:2                                  | towarzyski                           |
| 8.                                   | 30.04.1933                           | Budapeszt                            | Węgry                                |                                      | 1:1                                  | towarzyski                           |
| 9.                                   | 17.09.1933                           | Praga                                | Czechosłowacja                       |                                      | 3:3                                  | towarzyski                           |
| 10.                                  | 01.10.1933                           | Wiedeń                               | Węgry                                |                                      | 2:2                                  | towarzyski                           |
| 11.                                  | 29.11.1933                           | Glasgow                              | Szkocja                              |                                      | 2:2                                  | towarzyski                           |
| 12.                                  | 10.12.1933                           | Amsterdam                            | Holandia                             |                                      | 1:0                                  | towarzyski                           |
| 13.                                  | 11.02.1934                           | Turyn                                | Włochy                               |                                      | 4:2                                  | Puchar Europy Środkowej              |
| 14.                                  | 25.03.1934                           | Genewa                               | Szwajcaria                           |                                      | 3:2                                  | Puchar Europy Środkowej              |
| 15.                                  | 15.04.1934                           | Wiedeń                               | Węgry                                |                                      | 5:2                                  | towarzyski                           |
| 16.                                  | 25.04.1934                           | Wiedeń                               | Bułgaria                             |                                      | 6:1                                  | El. MŚ 1934                          |
| 17.                                  | 27.05.1934                           | Turyn                                | Francja                              |                                      | 3:2                                  | MŚ 1934                              |
| 18.                                  | 31.05.1934                           | Bologna                              | Węgry                                |                                      | 2:1                                  | MŚ 1934                              |
| 19.                                  | 03.06.1934                           | Mediolan                             | Włochy                               |                                      | 0:1                                  | MŚ 1934                              |
| 20.                                  | 07.06.1934                           | Neapol                               | III Rzesza                           | Gol                                  | 2:3                                  | MŚ 1934                              |
| 21.                                  | 23.09.1934                           | Wiedeń                               | Czechosłowacja                       |                                      | 2:2                                  | Puchar Europy Środkowej              |
| 22.                                  | 07.10.1934                           | Budapeszt                            | Węgry                                |                                      | 1:3                                  | Puchar Europy Środkowej              |
| 23.                                  | 11.11.1934                           | Wiedeń                               | Szwajcaria                           |                                      | 3:0                                  | Puchar Europy Środkowej              |
| 24.                                  | 24.03.1935                           | Wiedeń                               | Włochy                               |                                      | 0:2                                  | Puchar Europy Środkowej              |
| 25.                                  | 14.04.1935                           | Praga                                | Czechosłowacja                       |                                      | 0:0                                  | Puchar Europy Środkowej              |
| 26.                                  | 12.05.1935                           | Budapeszt                            | Węgry                                |                                      | 3:6                                  | towarzyski                           |
| 27.                                  | 19.01.1936                           | Madryt                               | Hiszpania                            |                                      | 5:4                                  | towarzyski                           |
| 28.                                  | 26.01.1936                           | Porto                                | Portugalia                           |                                      | 3:2                                  | towarzyski                           |
| 29.                                  | 22.03.1936                           | Wiedeń                               | Czechosłowacja                       |                                      | 1:1                                  | Puchar Europy Środkowej              |
| 30.                                  | 05.04.1936                           | Wiedeń                               | Węgry                                |                                      | 3:5                                  | towarzyski                           |
| 31.                                  | 06.05.1936                           | Wiedeń                               | Anglia                               |                                      | 2:1                                  | towarzyski                           |
| 32.                                  | 17.05.1936                           | Rzym                                 | Włochy                               |                                      | 2:2                                  | towarzyski                           |
| 33.                                  | 27.09.1936                           | Budapeszt                            | Węgry                                |                                      | 3:5                                  | Puchar Europy Środkowej              |
| 34.                                  | 08.11.1936                           | Zurych                               | Szwajcaria                           |                                      | 3:1                                  | Puchar Europy Środkowej              |
| 35.                                  | 24.01.1937                           | Paryż                                | Francja                              |                                      | 1:2                                  | towarzyski                           |
| 36.                                  | 21.03.1937                           | Wiedeń                               | Włochy                               |                                      | 2:0                                  | towarzyski                           |
| 37.                                  | 09.05.1937                           | Wiedeń                               | Szkocja                              |                                      | 1:1                                  | towarzyski                           |
| 38.                                  | 23.05.1937                           | Budapeszt                            | Węgry                                |                                      | 2:2                                  | towarzyski                           |
| 39.                                  | 19.09.1937                           | Wiedeń                               | Szwajcaria                           |                                      | 4:3                                  | Puchar Europy Środkowej              |
| 40.                                  | 05.10.1937                           | Wiedeń                               | Łotwa                                |                                      | 2:1                                  | El. MŚ 1938                          |
| 41.                                  | 10.10.1937                           | Wiedeń                               | Węgry                                |                                      | 1:2                                  | Puchar Europy Środkowej              |
| 42.                                  | 24.10.1937                           | Praga                                | Czechosłowacja                       |                                      | 1:2                                  | Puchar Europy Środkowej              |
| 43.                                  | 19.08.1945                           | Budapeszt                            | Węgry                                |                                      | 0:2                                  | towarzyski                           |
| 44.                                  | 20.08.1945                           | Budapeszt                            | Węgry                                |                                      | 2:5                                  | towarzyski                           |

### Reprezentacja III Rzeszy
W wyniku Anschlussu Austria została włączona do III Rzeszy. Po raz pierwszy w reprezentacji III Rzeszy zagrał 15 czerwca 1941 w wygranym 5:1 meczu z Chorwacją. Ostatni mecz w drużynie III Rzeszy zagrał 1 lutego 1942 ze Szwajcarią, zakończony porażką 1:2. Łącznie Sesta w latach 1941–1942 zagrał dla III Rzeszy w 3 spotkaniach.
| Mecze i gole w reprezentacji III Rzeszy | Mecze i gole w reprezentacji III Rzeszy | Mecze i gole w reprezentacji III Rzeszy | Mecze i gole w reprezentacji III Rzeszy | Mecze i gole w reprezentacji III Rzeszy | Mecze i gole w reprezentacji III Rzeszy | Mecze i gole w reprezentacji III Rzeszy |
| #                                       | Data                                    | Miasto                                  | Przeciwnik                              | Gol                                     | Wynik                                   | Rozgrywki                               |
| --------------------------------------- | --------------------------------------- | --------------------------------------- | --------------------------------------- | --------------------------------------- | --------------------------------------- | --------------------------------------- |
| 1.                                      | 15.06.1941                              | Wiedeń                                  | Chorwacja                               |                                         | 5:1                                     | towarzyski                              |
| 2.                                      | 18.01.1942                              | Zagrzeb                                 | Chorwacja                               |                                         | 2:0                                     | towarzyski                              |
| 3.                                      | 01.02.1942                              | Wiedeń                                  | Szwajcaria                              |                                         | 1:2                                     | towarzyski                              |

## Kariera trenerska
W latach 1952–1953 trenował zespół BC Augsburg. W sezonie 1954/55 pracował w drużynie Austria Salzburg.

## Sukcesy
Wiener AC
- Puchar Austrii: 1930/31
- finał Pucharu Mitropa: 1931

Austria Wiedeń
- Puchar Austrii: 1934/35, 1935/36
- Puchar Mitropa: 1936